# Marco Antonio Caponi
Marco Antonio Caponi (Godoy Cruz, Mendoza; 9 de octubre de 1983) es un actor argentino conocido por sus papeles en las telenovelas
Alguien que me quiera, Herederos de una venganza, Graduados, Los vecinos en guerra, La leona y El Tigre Verón.

## Carrera
Se presentó en un casting que Esteban Mellino estaba realizando en Mendoza; este le ofreció una beca para viajar a Buenos Aires y convertirse en actor. En el 2009 realizó una participación en la telenovela Valientes; interpretando a "Fede", amigo gay de Isabel (Marcela Klosterboer), y enamorado de Segundo (Mariano Martínez). Además grabó dos capítulos para la telenovela Los exitosos Pells. En el año 2010 formó parte del elenco de Alguien que me quiera (protagonizada por Andrea del Boca y Osvaldo Laport emitida por El trece) donde interpretó a Renzo Peralta, y formó parte de un triángulo amoroso entre Calu Rivero y Luisana Lopilato. En cine participó en 2011 en la película de Marc Evans, Patagonia donde interpretó al mejor amigo de Matthew Rhys (Brothers and Sisters). En el año 2011 interpretó a Lucas Leiva en la telenovela Herederos de una venganza (donde estaba enamorado de Marcela Kloosteboer), protagonizada por Luciano Castro y Romina Gaetani. En el año 2012, dio vida al agente Moro Hunter, en la segunda temporada de la telecomedia protagonizada por Nicolás Cabré, Nicolás Vázquez y Emilia Attias, Los Únicos.   Además después de finalizar su contrato con Pol- Ka, Marco se sumó a Graduados con un papel antagónico, la telecomedia protagonizada por Nancy Duplaá y Daniel Hendler, líder del prime time en 2012 producida por Underground Contenidos y emitida por Telefe. En el año 2013 formó parte de la tira Los vecinos en guerra protagonizada por Diego Torres y Eleonora Wexler. En 2014 participa de la telenovela Señores Papis. Ese mismo año es invitado a la gala n° 32 de la segunda temporada de Tu cara me suena donde interpretó a Joaquín Sabina con la canción "19 días y 500 noches". En 2018, interpreta a Sandro adulto en Sandro de América. En 2019, protagoniza junto a Julio Chávez, el unitario emitido por El trece "El Tigre Veron" dándole vida al personaje de "Fabito" Veron.
En 2006, debutó en teatro en la Ciudad de Buenos Aires con la obra Loco, posee la fórmula de la felicidad escrita y dirigida por Esteban Mellino. Ese mismo año también estuvo en la obra Moco Recargado, el Musical en el Teatro Empire. Durante 2010 y 2011 estuvo en la obra La Anticrista y Las Langostas contra Los Vírgenes Encratitas escrita y dirigida por Gonzalo Demaria, montada en IMPA/La Fábrica. El 15 de agosto de 2011 debutó en la Calle Corrientes con la obra Filosofía de vida escrita por Juan Villoro y dirigida por Javier Daulte. Allí compartió escenario con  Alfredo Alcón, Rodolfo Bebán y Claudia Lapacó. A principios de 2014 participa nuevamente del teatro independiente con El acto gratuito de Gonzalo Demaria, dirigida por el actor Luciano Cáceres en la sala El Grito. Esta obra se reestrenaría en 2015. En 2014 protagoniza (reemplazando a Walter Quiroz) la comedia musical, Y un día Nico se fue junto a Tomás Fonzi. La obra escrita por Osvaldo Bazán fue dirigida por Ricky Pashkus y presentada en el Teatro 25 de mayo. También contó con una gira por el interior del país. De enero a marzo de 2015 protagoniza junto a Inés Estévez y Alberto Ajaka, la obra Otro estilo de vida de Noël Coward en el Teatro Tabarís. En noviembre de 2015 forma parte de la obra Pequeño circo casero de los hermanos Suárez de Gonzalo Demaría y dirigida por Luciano Cáceres en el Centro Cultural San Martín.

## Vida personal
Nació en Godoy Cruz, y ahí vivió los primeros años de su vida, hasta que se trasladó con su familia a la ciudad de Maipú, en la misma provincia.
En Mendoza estudió para ser profesor de Educación física y trabajó como vendedor de tiempo compartido, trabajo que casi lo hace instalarse en Chile. En 2004 decidió irse a vivir a Buenos Aires, donde vivió en una pensión en el barrio de Once. Luego estudió actuación con Raúl Serrano y Horacio Acosta. 
En 2011 fue declarado "Ciudadano Ilustre de la Ciudad de Maipú" y en 2015 fue elegido como padrino del "Cine Imperial Maipú".
En 2016, inició una relación con la actriz Mónica Antonópulos con quien tiene un hijo llamado Valentino, que nació en 2018.  Se casaron en 2020 en una ceremonia civil, y Antonópulos lo confirmó en marzo de 2021.

## Teatro
- Loco, posee la fórmula de la felicidad (2006).
- Moco Recargado, el Musical (2006).
- La Anticrista y Las Langostas contra Los Vírgenes Encratitas (2010, 2011).
- Filosofía de vida (2011, 2012).
- Y un día Nico se fue (2014).
- El acto gratuito (2014, 2015).
- Otro estilo de vida (2015).
- Pequeño circo casero de los hermanos Suárez (2015).
- En la soledad de los campos de algodón (2016).
- Hello Dolly (2019).
- Romance del Baco y la Vaca (2019-2022).
- Reverso (2024)

## Premios y nominaciones

### Premio ACE
| Año  | Categoría            | Trabajo Nominado  | Resultado |
| ---- | -------------------- | ----------------- | --------- |
| 2012 | Revelación masculina | Filosofía de vida | Nominado  |

### Premios Florencio Sánchez
| Año  | Categoría            | Trabajo Nominado  | Resultado |
| ---- | -------------------- | ----------------- | --------- |
| 2011 | Revelación masculina | Filosofía de vida | Nominado  |